# Architecture terrible

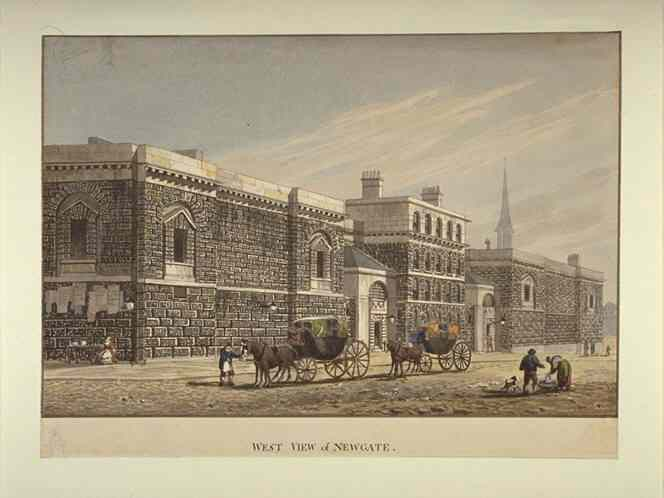
Gravure de la Prison de Newgate qui est un exemple darchitecture terrible.

L'Architecture terrible' est un style d'architecture développé par l'architecte Jacques-François Blondel dans son ouvrage en neuf volumes Cours d'architecture ou traité de la décoration, distribution et constructions des bâtiments contenant les leçons données en 1750, et les années suivantes (1771–1777).
L'architecture terrible s'appliquait à la conception de l'extérieur des prisons. Avec le but de faire comprendre qu'il serait impossible de s'en évader et de montrer un bâtiment d'aspect effrayant susceptible d'influencer les malfaiteurs.
Il fallait "montrer aux spectateurs à l'extérieur la vie pénible des personnes détenues à l'intérieur, avec la force à la disposition de ceux chargés de les garder enfermés".
La seconde Prison de Newgate construire de 1768 à 1775 est un exemple de cette architecture : des murs renforcés presque sans fenêtres, une inélégance voulue et des symboles comme les chaînes sur les portes étaient faits pour impressionner.